# Gürsu
Gürsu là một huyện thuộc tỉnh Bursa, Thổ Nhĩ Kỳ. Huyện có diện tích 110 km² và dân số thời điểm năm 2007 là 50039 người, mật độ 455 người/km².